# Cratere Faye
Faye è un cratere lunare di 38,02 km situato nella parte sud-orientale della faccia visibile della Luna, confinante con il bordo nordorientale del cratere Delaunay. A pochi chilometri di distanza a nordest sorge il cratere Donati. Faye è parte di una catena di crateri, di dimensioni sempre crescenti, disposta a partire da sudovest, che prosegue con il cratere La Caille e termina al cratere Purbach.

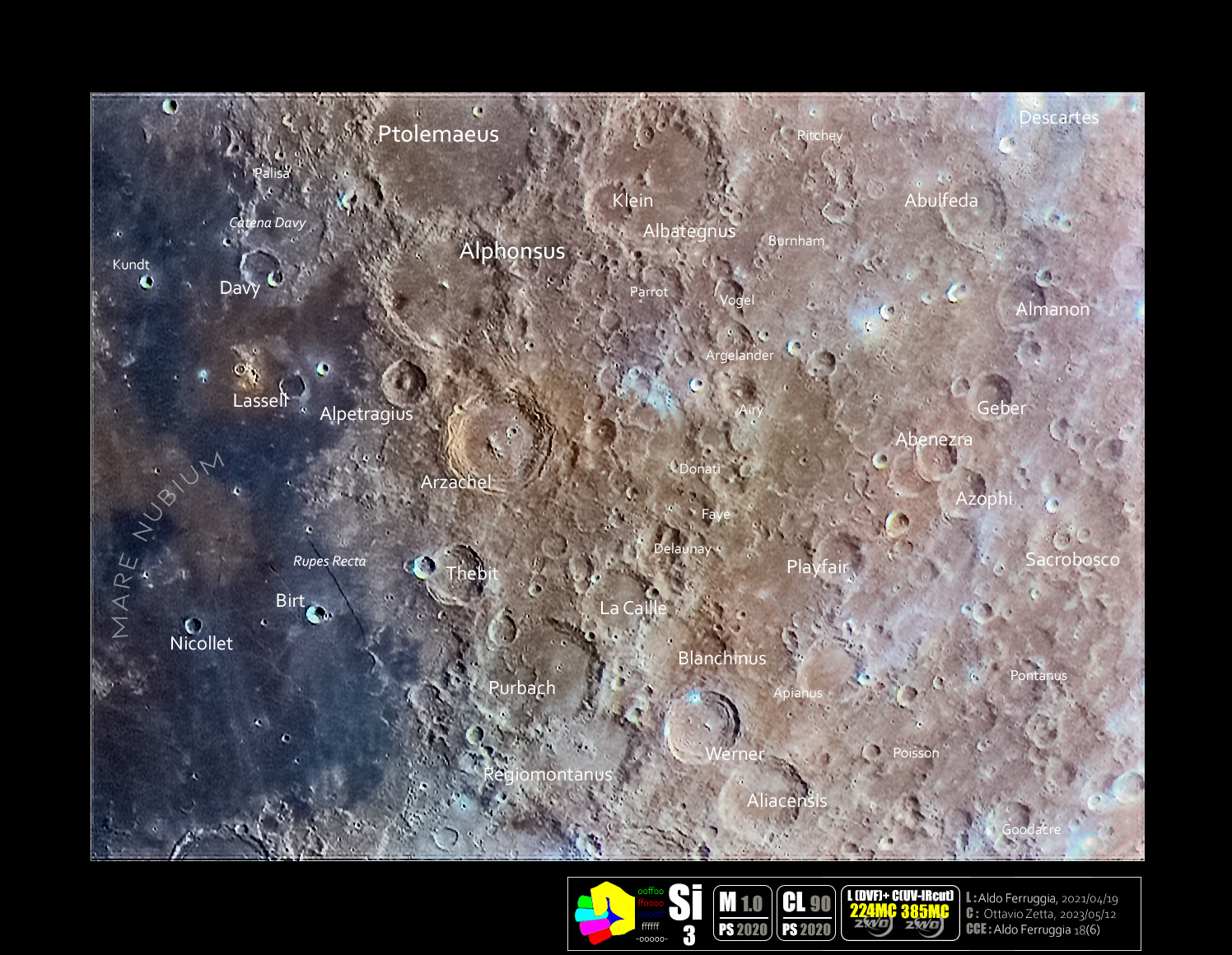
Il cratere con le strutture vicine in una Immagine Selenocromatica(Si)

L'orlo di Faye è notevolmente danneggiato, soprattutto lungo la metà occidentale, e copre buona parte del fondo sudovest del cratere. Nella parte nordovest l'orlo è praticamente inesistente, e l'interno è collegato al terreno circostante. Ciò che rimane della parte interna è piatto, con un picco centrale nel punto di mezzo. Nella parte nordorientale del fondo si trovano due piccoli crateri, di cui uno quasi scomparso.
Il cratere è dedicato all'astronomo francese Hervé Faye.

## Crateri correlati
Alcuni crateri minori situati in prossimità di Faye sono convenzionalmente identificati, sulle mappe lunari, attraverso una lettera associata al nome.
| Faye | Coordinate           | Diametro (in km) |
| ---- | -------------------- | ---------------- |
| A    | 21°12′00″S 3°07′12″E | 3,55             |
| B    | 22°39′S 4°30′E       | 3,87             |